# Брюль, Даниэль
Даниэль Сесар Мартин Брюль Гонсалес Доминго (кат. Daniel César Martín Brühl González Domingo; род. 16 июня 1978, Барселона, Испания) — немецко-испанский актёр, продюсер и режиссер. Двукратный номинант на премию «Золотой глобус» (2014, 2019) и премию Британской киноакадемии (2014).
Брюль начал свою актёрскую карьеру ещё в детстве, дебютировав на немецком телевидении. Первые одобрительные отзывы от ведущих кинокритиков актёр получил в начале 2000-х годов после выхода фильма «Гуд бай, Ленин!», за роль Алекса Кернера, Брюль удостоился премии Европейской киноакадемии как лучший актёр. Наиболее известен по исполнению роли гонщика «Формулы-1» Ники Лауды в спортивно-исторической драме «Гонка» и по роли полковника Гельмута Земо в фильме кинематографической вселенной Marvel «Первый мститель: Противостояние», а также по фильмам «Счастливого Рождества», «Бесславные ублюдки», «Пятая власть», «Ультиматум Борна», «Колония Дигнидад» и по телесериалу «Алиенист».

## Ранние годы
Даниэль Сесар Мартин Брюль Гонсалес Доминго родился в Барселоне, Каталонии, в многодетной семье немецкого режиссёра и документалиста Ханно Брюля (1937—2010) и его жены Марисы, учительницы из Каталонии, Испания. Причиной того, что мальчик появился на свет в Испании, было то, что его мать никогда не доверяла немецким больницам. Вскоре после его рождения семья переехала в Кёльн, Германия, где он и вырос. Даниэль рос вместе с братом и сестрой. Не считая того, что в доме актёра всегда старались говорить на двух языках, немецком и испанском, дабы дети не забывали свои корни, так ещё и в школе ему преподавали английский и французский языки. Кроме того, Брюль также владеет португальским и каталонским языком.
С ранних лет у мальчика проявлялись склонности к актёрскому мастерству и из-за этого он не раз пугал своих родителей, театрально падая в обморок и притворяясь мёртвым:

В детстве у меня была особая склонность играть мертвых, потому что мне казалось, что я в этом очень хорош. Лет в семь или восемь я даже проделывал такой трюк дома, с феном в ванне. Я знал, что у меня хорошо получается, потому что мама каждый раз кричала

Учился в одной из самых старинных гимназий Dreikönigsgymnasium, основанной ещё в 1450 году, там он впервые заинтересовался театром и начал участвовать в детских театральных постановках. Благодаря работе отца, которая давала ему постоянный доступ на телевидение, Брюль младший, будучи пятнадцатилетним подростком, через детское актёрское агентство впервые оказался на съёмках кино, это и решило дальнейшую судьбу будущего актёра.

## Карьера

### Дебют на немецком телевидении
Первое появление Брюля на телевидении произошло 1992 году в популярном тогда сериале Freunde fürs Leben, после этого почти неизвестный и начинающий тогда актёр временно ушёл из телевидения и не появлялся вплоть до 1995 года. В 1995 году его пригласили принять участие в знаменитой немецкой мыльной опере «Запретная любовь», где он исполнил роль беспризорника Бенджи. Невзирая на свой жанр, картина затронула довольно актуальные и острые на то время вопросы. Снятые с его участием, в это время студентами режиссёрского факультета киноленты, зачастую попадали на различные фестивали и всегда игра актёра оценивалась зрителями и критиками достаточно высоко.
Вся его карьера на протяжении второй половины 1990-х годов и по 2003 год, строилась на ряде эпизодических и второстепенных ролей в кино и телеэкране. Он появлялся в таких популярных шоу, как «Телефон полиции — 110», «Место преступления», «Специальная комиссия» и других.

### Прорыв и первый успех
Глобальный прорыв актёра произошёл в 2003 году после выхода фильма «Гуд бай, Ленин!», в котором он сыграл главную роль Алекса Кернера. За эту роль он получил награду Европейской Киноакадемии как лучший актёр. Также сам фильм номинировался на премии «Золотой глобус» и Британскую киноакадемию, а также боролся за главный приз Берлинского кинофестиваля — «Золотого медведя».
В 2004 году впервые попробовал себя в англоязычном фильме «Дамы в лиловом», сыграв вместе с такими легендами британского кинематографа, как Джуди Денч и Мэгги Смит. В том же году получил награду за лучшую актёрскую работу (выбор аудитории) за фильм «К чему помыслы о любви?», и одновременно номинирован на аналогичную номинацию за фильм «Воспитатели».
В 2006 году был в составе жюри Каннского кинофестиваля. В этом году выходит первый голливудский проект с участием Брюля, третий фильм о Джейсоне Борне под названием «Ультиматум Борна» режиссёра Пола Гринграсса с Мэттом Деймоном в главной роли. В сентябре 2006 года в Испании вышел фильм «Сальвадор», отмеченный на фестивале в Каннах. В этой работе Даниэль Брюль сыграл главную роль — Сальвадора, каталонского анархиста во времена режима Франко.
Новые работы Даниэля включают в себя английско-российский фильм «По этапу», где он играет молодого нациста.
В июне 2006 года он снимался в фильме «2 дня в Париже», романтической комедии, снятой французской актрисой Жюли Дельпи, которая тоже снимается в этой картине.
Даниэлю Брюлю поступает множество предложений от различных режиссёров. Закончены съёмки фильма «Крабат», основанном на известной детской книге, где он играет роль Тонды. Эта работа увидела свет в Германии в самом начале 2008 года.
В 2009 году выходит очередной голливудский проект с участием Брюля — альтеративно-исторический, с элементами чёрной комедии военный фильм режиссёра Квентина Тарантино «Бесславные ублюдки», с Брэдом Питтом и Кристофом Вальцем в главных ролях. Действие фильма разворачивается во времена Второй мировой войны и рассказывает историю про отряд американских солдат-евреев, наводящих страх на нацистов в оккупированной немцами Франции. В этом фильме Брюль исполнил роль героя войны, рядового немецкой армии Фредерика Цоллера. Фильм имел большой кассовый успех и высокие оценки критиков и был отмечен на Каннском кинофестивале. Для Брюля этот фильм стал прорывом в голливудском кино.

### Мировое признание — «Гонка»
В 2013 году, окончательное мировое признание Брюлю приносит роль австрийского гонщика Ники Лауды в спортивно-исторической драме кинорежиссёра Рона Ховарда «Гонка». Мировая премьера фильма состоялась 2 сентября 2013 года в Лондоне. Главные роли исполнили Крис Хемсворт и Даниэль Брюль. Действие картины разворачивается в 1970-х годах, во времена гламурного золотого века Формулы-1, фильм рассказывает историю величайшего соперничества двух гонщиков — методичного гонщика Ники Лауды и яркого плейбоя Джеймса Ханта (актёр Крис Хемсворт), а также о личных победах и трагедиях двух героев не только на трассе, но и в обычной жизни. Два перфекциониста доводят себя до изнеможения на тренировках, чтобы одержать победу в одной из самых опасных гонок столетия, где малейшая ошибка может стоить им жизни.

#### Подготовка к роли и премьера
Для своей роли Брюль пытался выразить более достоверный характер и поведение Лауды и часто обсуждал это с ним, а также проводил много времени как на съёмках, так и на трассе с самим гонщиком. Чтобы выглядеть ещё более похожим на самого Лауду, Брюль носил специальное приспособление для имитации прикуса гонщика, а также обращался к логопеду в Вене, для того чтобы научиться с чёткостью произносить австрийский акцент. Кроме внешнего перевоплощения актёру требовалось показать истинную сущность Лауды, показать страдания и эмоции, отношения с супругой Марлен Лаудой. «Несмотря на то, что мне это удалось, у нас с Ники мало общего в характере», — рассказывал Брюль. По словам самого актёра, Лауда поддерживал его и давал советы в любой ситуации:

Ники был очень открытым, отвечал на любой вопрос, даже самый деликатный, и это мне здорово помогло. Вначале я не знал, имею ли я право спрашивать об аварии, страхе смерти и тщеславии, а также о том, как Ники удается жить с такой тяжелой ношей. Мне казалось, это больно вспоминать, и он не обязан рассказывать об этом мне, постороннему человеку, но Лауда не был сдержан и делился со мной всеми подробностями своей жизни.— Даниэль Брюль
Фильм прошёл по миру с огромным успехом, картина при бюджете в 38 млн долларов, заработала по всему миру 97 миллионов. В конечном итоге, лента, сама по себе получила великолепную прессу и была признана лучшей кинокартиной про спорт. Агрегатор Rotten Tomatoes суммировал фильм так: «Гладкая, скользкая, идеально смазанная машина, „Гонка“ — прекрасно сделанная спортивная драма с волнующей гоночной последовательностью и сильной игрой Криса Хемсворта и Даниэля Брюля». Игра актёра была отмечена многими авторитетными критиками, также актёра хвалил и сам Лауда, роль была признана лучшей работой в карьере актёра и окончательно закрепила за Даниэлем Брюлем статус одного из самых востребованных актёров Германии. За роль дисциплинированного гонщика-перфекциониста, актёр получил номинации на такие престижные премии, как «Золотой глобус», Британская киноакадемия, премия Гильдии киноактёров США и «Сатурн» в категориях «Лучшая мужская роль второго плана». Мировые ведущие кинокритики прочили немецкому актёру первую номинацию на премию Американской киноакадемии «Оскар», но из шорт-листа премии его вытеснил актёр Джона Хилл.

### Последующая карьера
Помимо «Гонки», в 2013 году выходит биографический триллер Билла Кондона «Пятая власть», где Брюль играет роль немецкого веб-дизайнера Даниэля Домшайт-Берга, а его партнёром по съёмочной площадке выступил британский актёр Бенедикт Камбербэтч, фильм рассказывает историю журналиста и основателя всемирно известного веб-сайта WikiLeaks Джулиана Ассанжа. Несмотря на то что фильм получил преимущественно отрицательные отзывы критиков, игра Камбербэтча и Брюля была высоко оценена.
2014 год не принёс актёру особых плодов, в этом году он сыграл небольшую роль Максимилиана в шпионском триллере Антона Корбейна «Самый опасный человек», где главную роль исполнил актёр Филип Сеймур Хоффман, который внезапно скончался 2 февраля 2014 года, через две недели после презентации фильма на кинофестивале «Сандэнс». «Самый опасный человек» был положительно встречен критиками. На сайте Rotten Tomatoes, рейтинг фильма составил 90 % положительных рецензий. На 36-м Московском международном кинофестивале, фильм выдвигался на золотого «Святого Георгия» как лучший фильм.
После «Самого опасного человека», последовала первая неудача актёра в 2014 году — «Лицо ангела» Майкла Уинтерботтома, основанный на реальной истории детективный триллер, рассказывающий историю убийства британской студентки произошедшего в городе Сиена в Италии, которое переросло в громкое дело с вмешательством СМИ. Сам Брюль исполняет роль Томаса, молодого режиссёра который приезжает в Сиену с целью снять фильм по мотивам преступления. Фильм провалился в прокате и был разгромлен критиками, на сайте Rotten Tomatoes рейтинг фильма составил всего 38 % на основании 48 рецензий.
В 2015 году вошёл в состав жюри основной конкурсной программы 65-го Берлинского международного кинофестиваля. На Берлинском кинофестивале, Брюль вместе с актёрами Райаном Рейнольдсом и Хелен Миррен представили фильм «Женщина в золоте». Фильм рассказывает историю Марии Альтман, которая пытается добиться справедливости — вернуть ценности, отобранные у её семьи нацистами несколько десятилетий назад. Роль Брюля — австрийский журналист Хубертус Чернин, который помогает главным героям в расследовании. 17 сентября 2015 года в Германии представлен фильм «Я и Камински», режиссёром которого является давний друг актёра Вольфганг Беккер, снявший Брюля в его самом знаменитом фильме — «Гуд бай, Ленин!». В фильме актёр исполнил роль молодого циничного журналиста Себастьяна Зольнера, который пишет статью о Мануэле Камински и надеется на скорую смерть художника чтобы заработать денег на своей статье. 20 октября 2015 года в Нью-Йорке состоялась премьера кулинарной комедии «Шеф Адам Джонс» с Брэдли Купером в главной роли. В этом фильме Брюль предстал в образе метрдотеля-гомосексуала Тони.
В конце 2015 года немецкая версия журнала GQ признала Брюля актёром года.
В феврале 2016 года с участием Даниэля Брюля вышел фильм «Колония Дигнидад», где его партнёрами выступили британская актриса Эмма Уотсон и шведский актёр Микаэль Нюквист. Действие фильма разворачивается в 1973 году, лента основанная на реальных событиях, рассказывает про молодую немецкую пару, оказавшуюся в эпицентре военного переворота в Чили. 12 апреля 2016 года состоялась премьера фильма «Первый мститель: Противостояние», где он сыграл главного суперзлодея — Барона Земо.
В 2017 году выходит историческая военная драма «Жена смотрителя зоопарка», где Брюль исполнил роль главного антагониста — зоолога Лутца Хека. Помимо Даниэля Брюля главную роль в фильме исполняет американская актриса Джессика Честейн. Действие фильма разворачивается в сентябре 1939 года во время оккупации Польши в начале Второй мировой войны. Картина рассказывает о Яне Жабинском и о его жене Антонине Жабинской, которые получили титул Праведников мира, благодаря тому, что прятали в клетках для животных евреев, бежавших из варшавского гетто.

## Личная жизнь
До 2006 года Даниэль Брюль состоял в отношениях с актрисой Джессикой Шварц, с которой познакомился в 2001 году на съёмках фильма «Не жалеть ни о чём».
Женат на психологе Фелиситас Ромбольд (род. 1987), с которой находился в отношениях с 2010 года.
В мае 2016 года стало известно, что пара ожидает появления своего первенца. В конце октября 2016 года у Даниэля Брюля и Фелиситас Ромбольд родился сын — Антон Брюль.
В настоящее время актёр с семьёй живёт в Берлине.

## Фильмография

### Кино
| Год  | Название на русском              | Оригинальное название                                    | Роль                   | Примечания                       |
| ---- | -------------------------------- | -------------------------------------------------------- | ---------------------- | -------------------------------- |
| 1999 | Королевство обезьян              | Le château des singes                                    | глава театра           | мультфильм; немецкий дубляж      |
| 1999 | Ночное вторжение                 | Schlaraffenland                                          | чех                    |                                  |
| 2000 | Горсть травы                     | Eine Hand Voll Gras                                      | Бернд                  |                                  |
| 2000 | В глубине                        | Deeply                                                   | Джей                   |                                  |
| 2000 | —                                | Stundenhotel                                             | н/д                    |                                  |
| 2000 | Школа                            | Schule                                                   | Маркус Басвайлер       |                                  |
| 2001 | Белый шум                        | Weisse Rauschen                                          | Лукас                  |                                  |
| 2001 | Гонолулу                         | Honolulu                                                 | Марек                  |                                  |
| 2001 | Не жалеть ни о чём               | Nichts bereuen                                           | Марек                  |                                  |
| 2002 | Сердце слона                     | Elefantenherz                                            | Марко Стемпер          |                                  |
| 2002 | Идите с Богом                    | Vaya con Dios                                            | Арбо                   |                                  |
| 2003 | Гуд бай, Ленин!                  | Good bye, Lenin!                                         | Алекс Кернер           |                                  |
| 2003 | Класс 99                         | Die Klasse von '99 — Schule war gestern, Leben ist jetzt | Шнобби                 |                                  |
| 2004 | К чему помыслы о любви?          | Was nützt die Liebe in Gedanken                          | Пауль Кранц            |                                  |
| 2004 | Воспитатели                      | Die fetten Jahre sind vorbei                             | Ян                     |                                  |
| 2004 | Дамы в лиловом                   | Ladies in Lavender                                       | Андреа                 |                                  |
| 2004 | —                                | Farland                                                  | Франк                  |                                  |
| 2004 | —                                | Der letzte Flug                                          | унтер-офицер Бартель   | короткометражный фильм           |
| 2005 | Счастливого Рождества            | Joyeux Noël                                              | лейтенант Хорстмайер   |                                  |
| 2006 | Груз                             | Cargo                                                    | Крис                   |                                  |
| 2006 | Сальвадор                        | Salvador                                                 | Сальвадор Пуч Антик    |                                  |
| 2006 | Мой друг                         | Ein Freund von mir                                       | Карл Бломвальд         |                                  |
| 2007 | Ультиматум Борна                 | The Bourne Ultimatum                                     | Лукас                  |                                  |
| 2007 | 2 дня в Париже                   | 2 Days in Paris                                          | Мартин Кройц           |                                  |
| 2008 | Лагерь                           | In Transit                                               | Клаус                  |                                  |
| 2008 | Немного шоколада                 | Un poco de chocolate                                     | Маркос                 |                                  |
| 2008 | Крабат. Ученик колдуна           | Krabat                                                   | Тонда                  |                                  |
| 2009 | Йон Рабе                         | John Rabe                                                | доктор Георг Розен     |                                  |
| 2009 | Графиня                          | The Countess                                             | Иштван Турзо           |                                  |
| 2009 | Бесславные ублюдки               | Inglourious Basterds                                     | Фредерик Цоллер        |                                  |
| 2009 | Мои слова, моя ложь, моя любовь  | Lila, Lila                                               | Давид Керн             |                                  |
| 2009 | Гордость нации                   | Inglorious Basterds: Stolz der Nation                    | Фредерик Цоллер        | короткометражный фильм           |
| 2009 | Динозавры                        | Dinosaurier                                              | Тобиас Хардманн        |                                  |
| 2010 | Королевский путь                 | Kóngavegur                                               | Руперт                 |                                  |
| 2010 | Грядущие дни                     | Die kommenden Tage                                       | Ханс Крамер            |                                  |
| 2011 | Моя заветная мечта               | Der ganz große Traum                                     | Конрад Кох             |                                  |
| 2011 | А давайте жить все вместе?       | Et si on vivait tous ensemble?                           | Дирк                   |                                  |
| 2011 | Ева: Искусственный разум         | Eva                                                      | Алекс Гарель           |                                  |
| 2011 | Пожиратели                       | Eaters                                                   | Антонио                |                                  |
| 2012 | Гавана, я люблю тебя             | 7 días en La Habana                                      | Леонардо               | новелла: La tentación de Cecilia |
| 2012 | 2 дня в Нью-Йорке                | 2 Days in New York                                       | Фея дуба               |                                  |
| 2012 | Короли рулетки                   | The Pelayos                                              | Иван Пелайо            |                                  |
| 2013 | Пятая власть                     | The Fifth Estate                                         | Даниэль Домшайт-Берг   |                                  |
| 2013 | Гонка                            | Rush                                                     | Ники Лауда             |                                  |
| 2014 | Самый опасный человек            | A Most Wanted Man                                        | Максимилиан            |                                  |
| 2014 | Лицо ангела                      | The Face of an Angel                                     | Томас                  |                                  |
| 2015 | Женщина в золоте                 | Woman in Gold                                            | Хубертус Чернин        |                                  |
| 2015 | Колония Дигнидад                 | Colonia                                                  | Даниэль                |                                  |
| 2015 | Я и Камински                     | Ich und Kaminski                                         | Себастьян Зольнер      |                                  |
| 2015 | Шеф Адам Джонс                   | Burnt                                                    | Тони Балерди           |                                  |
| 2016 | Одни в Берлине                   | Alone in Berlin                                          | комиссар Эшерих        |                                  |
| 2016 | Первый мститель: Противостояние  | Captain America: Civil War                               | полковник Гельмут Земо |                                  |
| 2017 | Жена смотрителя зоопарка         | The Zookeeper’s Wife                                     | Лутц Хек               |                                  |
| 2018 | Парадокс Кловерфилда             | The Cloverfield Paradox                                  | Шмидт                  |                                  |
| 2018 | Операция «Шаровая молния»        | Entebbe                                                  | Вилфрид Бёзе           |                                  |
| 2019 | Моя Зои                          | My Zoe                                                   | Томас Фишер            |                                  |
| 2021 | По соседству                     | Nebenan                                                  | Даниэль                |                                  |
| 2021 | King’s Man: Начало               | The King’s Man                                           | Эрик Ян Хануссен       |                                  |
| 2022 | На Западном фронте без перемен   | Im Westen nichts Neues                                   | Маттиас Эрцбергер      |                                  |
| 2023 | Расскажи мне кино                | La contadora de películas                                | Нансен                 |                                  |
| 2024 | Большая гонка. Лянча против Ауди | Race for Glory: Audi vs. Lancia                          | Роланд Гумперт         |                                  |
| 2024 | Эдем                             | Eden                                                     | Хайнц Виттмер          |                                  |
| 2026 | Галеристка                       | The Gallerist                                            |                        |                                  |
| TBA  | Сотрудничество                   | The Collaboration                                        | Бруно Бишофбергер      |                                  |
| TBA  | Система развлечений не работает  | The Entertainment System is Down                         |                        |                                  |

### Телевидение
| Год       | Название на русском       | Оригинальное название             | Роль                  | Примечания                           |
| --------- | ------------------------- | --------------------------------- | --------------------- | ------------------------------------ |
| 1995      | Запретная любовь          | Verbotene Liebe                   | Бенжи Кирхнер         | телесериал; 16 эпизодов              |
| 1995      | —                         | Svens Geheimnis                   | н/д                   | телефильм                            |
| 1996      | —                         | Der Pakt — Wenn Kinder töten      | Николас Колл          | телефильм                            |
| 1997      | Друзья для жизни          | Freunde fürs Leben                | Леандер Хайден        | телесериал; 4 эпизода                |
| 1997      | Телефон полиции — 110     | Polizeiruf 110                    | Роберт Войт           | эпизод: Der Sohn der Kommissarin     |
| 1998      | Специальная комиссия      | SOKO München                      | Кнут                  | эпизод: Ausgetrickst                 |
| 1998      | —                         | Blutiger Ernst                    | Рейнгольд Гервандер   | телефильм                            |
| 1998—2000 | Место преступления        | Tatort                            | Ахим                  | телесериал; 2 эпизода                |
| 1999      | —                         | Hin und weg                       | Давид                 | телефильм                            |
| 1999      | —                         | Sturmzeit                         | Крис                  | эпизод: Teil 4                       |
| 2000      | —                         | Ein mörderischer Plan             | Райни Пфафф           | телефильм                            |
| 2001      | —                         | Eine öffentliche Affäre           | н/д                   | телефильм                            |
| 2014      | Путешествие               | The Trip                          | начальник в баре      | эпизод: Il Cenobio dei Dogi, Camogli |
| 2018—2020 | Алиенист                  | The Alienist                      | доктор Ласло Крайцлер | телесериал; основная роль            |
| 2021      | Сокол и Зимний солдат     | The Falcon and the Winter Soldier | барон Гельмут Земо    | мини-сериал; основная роль           |
| 2024      | Стать Карлом Лагерфельдом | Becoming Karl Lagerfeld           | Карл Лагерфельд       | мини-сериал; основная роль           |

## Награды и номинации
| Награда                         | Год  | Категория                                         | Название работы    | Результат |
| ------------------------------- | ---- | ------------------------------------------------- | ------------------ | --------- |
| Премия Европейской киноакадемии | 2003 | Лучший актёр                                      | Гуд бай, Ленин!    | Победа    |
| Премия Европейской киноакадемии | 2004 | Лучший актёр                                      | Воспитатели        | Номинация |
| Золотой глобус                  | 2014 | Лучшая мужская роль второго плана в кинофильме    | Гонка              | Номинация |
| Золотой глобус                  | 2019 | Лучшая мужская роль в мини-сериале или телефильме | Алиенист           | Номинация |
| BAFTA                           | 2014 | Лучшая мужская роль второго плана                 | Гонка              | Номинация |
| Премия Гильдии киноактёров США  | 2010 | Лучший актёрский состав в игровом кино            | Бесславные ублюдки | Победа    |
| Премия Гильдии киноактёров США  | 2014 | Лучшая мужская роль второго плана                 | Гонка              | Номинация |
| Сатурн                          | 2014 | Лучший киноактёр второго плана                    | Гонка              | Номинация |
| Спутник                         | 2019 | Лучшая мужская роль в мини-сериале или телефильме | Алиенист           | Номинация |